# Cerco de Ueda
O Cerco de Ueda aconteceu em 1600 sob o comando de Tokugawa Hidetada, filho de Tokugawa Ieyasu, contra o Castelo de Ueda na Província de Shinano, que era controlada pela família Sanada.
Hidetada chegou ao castelo enquanto marchava com seu exército pela Nakasendō vindo de Edo para encontrar as forças de seu pai. Quando o castelo não sucumbiu tão rápido quanto Hidetada esperava, ele abandonou o cerco e se apressou em encontrar seu pai. Como resultado desse atraso, Hidetada perdeu a Batalha de Sekigahara, a vitória decisiva de Ieyasu pela unificação do Japão.